# 公司田溪橋遺跡
公司田橋遺址，是位於台灣北部新北市淡水區的橋樑遺跡，2002年9月18日公告為縣定古蹟，當前為新北市市定古蹟。

## 歷史
淡水公司田溪發源自大屯山，溪長約15公里。早於在台灣荷西殖民時期，林子溪流域下游地區有許多屬於荷蘭東印度公司的田，故該溪又名公司田溪。清領時期，此處曾是淡水往三芝、金山、雞籠方向的交通要道。最早公司田橋是以架設在舊林子街的鴨母窟與田螺穴之間的簡易木板橋通行，到了1812年（嘉慶17年），由地方鄉人由業戶何錦堂等修換，興建較堅固的木橋，然而1821年（清道光元年）的大風雨，木橋被洪水沖走，後來僅架設臨時性的木板橋。但每當豪雨發生時，木板就會被沖到下游，等到雨過天晴時，鄉民才又將它搬回原處。
最終到了1862年（清同治初年），庄人才又提議改建為石橋，由董事吳際青邀集淡北豪戶出資，公司田溪橋的石橋板採自下游的雙溪口。
1971年，公司田橋因道路拓寬而遺落溪底，後由當地埤島里民合力搬移橋面板兩件，作為碾米作業出入之便橋，但經過數年後又遭到大水沖落。1996年，因淡海新市鎮計劃動工，里民呂鑼乃則將橋面板收存保留，2006年11月，內政部營建署在原址重新建造一座新的橋。

## 保存概況
遺蹟現僅存石橋板三條、石碑一塊。原本石碑移至淡水鎮育英國小內，公司田溪橋旁重造公司橋石碑。在公司田溪碑遷移前特別請淡水吳麗華女士至育英國小拓碑，於2008年（民國97年），原於育英國小之公司田溪碑遷移回原處，原育英國小的那塊就碑址另立一塊紀念牌。

## 外部連結
- 淡水公司田溪橋遺蹟說明牌
- 淡水公司田溪橋遺蹟-文化部文化資產局 （页面存档备份，存于）
- 公司田溪橋-新北市觀光旅遊網 （页面存档备份，存于）

1. ↑  臺北縣立淡水古蹟博物館官方網站 的存檔，存档日期2008-02-29.